# Ernst Rokosch
Ernst Rokosch (Lipsia, 26 febbraio 1889 – 1914) è stato un calciatore tedesco, di ruolo difensore.